# Ламія Ессемлалі
Ламія Ессемлалі (нар. 1979, Женнвільє, О-де-Сен) — французька екоактивістка, екологиня й політикиня-антивидистка. З 2008 очільниця асоціації Sea Shepherd France — французького відділення неурядової організації Морський пастух, яку вона заснувала у 2006 році. Авторка книги «Капітан Пол Вотсон, інтерв'ю з піратом», опублікованої 2012 року. Віцепрезидент партії «Екологічна революція для живих» (REV).

## Біографія
Ламія Ессемлалі народилася в 1979 році в Женнвільє в сім'ї марокканського походження.
Вона екологічна активістка, має ступінь магістерки екологічних наук Університету П'єра та Марії Кюрі (Париж VI) та диплом юристки з ділового спілкування. 
На конференції в Парижі в 2005 році Ламія Ессемлалі познайомилася з Полом Вотсоном, засновником Морського пастуха. Разом з ним у 2006 році заснувала Sea Shepherd France, неприбуткову асоціацію для збереження морської фауни та флори, яку в 2008 очолила.
З грудня 2019 року є співпрезидентом Rewild, організації, створеної сімома асоціаціями-засновницями, що спеціалізуються на захисті, охороні, вилученні, догляді та реабілітації диких тварин, які постраждали від торгівлі людьми, а також захисту їх природного середовища проживання. На початку 2020 року ця організація купує зоопарк Понт-Скорфф.
Також є віце-президентом антивидової партії «Екологічна революція для живих» (REV), заснованої у 2018 році Еймеріком Кероном.
У 2020 році кандидатка від La France insoumise на муніципальних виборах як голова списку в 14-му округу Парижа. Зібрала 3,5 % голосів і займає 6 положення в кінці першого тура.

## Публікації
- Capitaine Paul Watson, entretien avec un pirate, Glénat, 2012 ISBN 9782723486910[11],[12]
- Paul Watson — Sea Shepherd, le combat d'une vie, Glénat, 2017 ISBN 9782344025109

### Фільмографія, ЗМІ
- Програма Boost for the Planet з Ламією Ессемлалі [Архівовано 16 травня 2018 у Wayback Machine.] від11 вересня 2010 року на TV5.
- Телесеріал «Війни китів» і додатковий серіал '«'Viking Shores». трансляція на Discovery Channel і RMC Découverte про походи екіпажів Sea Shepherd.

### Зовнішні посилання
- Інтерв'ю: Ламія Ессемлалі, президент Sea Shepherd France [Архівовано 8 лютого 2015 у Wayback Machine.] на webplongee.com
- Інтерв'ю: Ламія Ессемлалі (морська вівчарка) [Архівовано 4 жовтня 2018 у Wayback Machine.] : «Подрібнення є найбільшою різаниною морських ссавців у Європі» на lesinrocks.com